# Stari Șompolî, Odesa
Stari Șompolî (în ucraineană Старі Шомполи) este un sat în comuna Dobroslav din raionul Odesa, regiunea Odesa, Ucraina.

## Demografie
Componența lingvistică a localității Stari Șompolî
     Ucraineană (88,04%)
     Rusă (8,56%)
     Română (1,9%)
     Alte limbi (0,69%)
Conform recensământului din 2001, majoritatea populației localității Stari Șompolî era vorbitoare de ucraineană (88,04%), existând în minoritate și vorbitori de rusă (8,56%) și română (1,9%).